# Der Fluss ist sein Grab. Ein Krimi aus Passau
Der Fluss ist sein Grab ist die vierte Folge der ARD-Kriminalfilmreihe Ein Krimi aus Passau mit Marie Leuenberger als Frederike Bader und Michael Ostrowski als Privatdetektiv Ferdinand Zankl. Es ist die zweite Serienfolge aus dem Jahr 2022. In der ARD Mediathek wurde der Film am 4. April 2022 veröffentlicht, die Erstausstrahlung erfolgte am 7. April 2022 im Rahmen des DonnerstagsKrimis im Ersten. Die ORF-Premiere war am 14. Juli 2022.

## Handlung
Der Schneider Adil Bahdari kommt auf der Suche nach seinem Sohn Ahmed von Berlin nach Passau, wo er Privatdetektiv Ferdinand Zankl mit der Suche beauftragt. Ein Angler hatte am Ufer der Donau eine Uhr mit einer Widmung auf der Rückseite gefunden. Die Uhr war ein Geburtstagsgeschenk Bahdaris an seinen Sohn. Bahdari ahnt, dass sein Sohn ein Krimineller war, weil er für seinen kriminellen Onkel Kadher, Adils Bruder, tätig war. Allerdings ahnt er nicht, dass Ahmed beim Versuch, einen Mordauftrag an den im Zeugenschutz lebenden Baders auszuführen, sein Leben verloren hat. Ebenso wenig, dass es Zankl war, der den Tod Ahmeds herbeigeführt hatte. Adil Bahdari, dessen Frau zwei Wochen zuvor gestorben war, betrieb bis vor kurzem in Berlin eine Änderungsschneiderei. Im Libanon war er Polizist, Zankl und Bader befürchten daher, dass er bald hinter ihr Geheimnis kommen könnte.
Die Ankunft von Ahmeds Vater versetzt Frederike in Alarmbereitschaft und sie bereitet die Flucht vor. Mia möchte allerdings nicht schon wieder davonlaufen. Zudem wird sie in Passau gebraucht, nachdem ihre Chefin Roswitha Hertel in ihrer Bäckerei von einem Meth-Junkie niedergestochen und ausgeraubt wurde und nun im Krankenhaus liegt. Laut Jochen Mohn von der Passauer Kriminalpolizei konnte der Täter gefasst werden. Mia beginnt in der Folge mit einer investigativen Recherche in der Passauer Meth-Szene. Sie folgt einem Dealer, der sie zu einem Meth-Labor führt. Dort wird sie beim Versuch, sich zu verstecken, Zeugin eines Mordes.
Frederike gelingt es, ein Telefonat zwischen Adil und Kadher abzuhören. Darin gibt Kadher an, dass er Ahmed keinen Auftrag erteilt hatte und keine Ahnung von dessen Verbleib hat. Außerdem durchsucht Frederike Adils Hotelzimmer, dabei wird sie von Henry, dem Sohn der Familie O’Brian, beobachtet, die im Hotel zu Gast ist. Frederike schenkt Henry ein Stück Schokolade, dieser möchte sich bei ihr später dafür mit einer Zeichnung bedanken, die er unter der Tür von Adils Hotelzimmer durchschiebt. Adil erfährt so, dass sein Zimmer von Frederike, die er bei Zankl wiedertrifft, durchsucht wurde.
Zankl wird bald darauf von Adil entführt, mit vorgehaltener Waffe zwingt Adil Zankl, in die Donau zu gehen. Außerdem stellt er Frederike das Ultimatum, ebenfalls innerhalb von 30 Minuten am Fluss zu erscheinen. Frederike, die sich um ihre Tochter sorgt, weil diese ihr Hilferufe aus dem Meth-Labor per Handynachricht zukommen ließ, steht damit vor dem Dilemma, dass sie entweder ihrer Tochter oder aber Zankl helfen kann, aber nicht beiden gleichzeitig. Zankl gesteht Adil schließlich, dessen Sohn Ahmed in Notwehr getötet zu haben, weil dieser im Auftrag von Kadher Mia und Frederike umbringen wollte. Auf die Frage nach dem Grab von Ahmed gibt Zankl zur Antwort: „Der Fluss ist sein Grab“. Zankl appelliert an den gottesfürchtigen Adil und an dessen Menschlichkeit und erwirkt dadurch seine Freilassung.
Frederike gelingt es, Mia aus dem Meth-Labor zu befreien. Die Personen im Labor werden von der Polizei festgenommen. Adil fährt zu seinem Bruder Kadher. Nachdem Adil seine Waffe zieht, um auf Kadher zu zielen, gibt der neben Kadher kniende Personenschützer einen Schuss auf Adil ab. Adil wird getroffen und wankt, aber es fließt kein Blut. Überrascht hebt Adil wieder seine Pistole, da wird er von einem zweiten Personenschützer hinterrücks erschossen. Der verzweifelte Kadher beugt sich über seinen Bruder und stellt fest, dass der erste Schuss auf Adil von seinem Smartphone aufgefangen wurde. Auf dem Foto, das Adil zusammen mit dem Smartphone in seine Brusttasche gesteckt hatte, hat das Geschoss sowohl Adils als auch Ahmeds Kopf durchbohrt.

## Produktion
Die Dreharbeiten fanden zusammen mit dem dritten Teil Zu jung zu sterben vom 26. Mai bis zum 24. Juli 2021 statt, gedreht wurde in Passau und München unter dem Arbeitstitel Wo liegt die Wahrheit?.
Produziert wurde der Film von der Hager Moss Film GmbH (Produzentin Kirsten Hager) im Auftrag des Bayerischen Rundfunks und ARD Degeto. Regisseur war Andreas Herzog. Die Kamera führte Wolfgang Aichholzer. Für das Kostümbild zeichnete Mika Braun verantwortlich, für das Szenenbild Anette Ingerl, für den Ton Christian Götz und Christian Hegner, für die Maske Christine Bernrieder und Birgit Neumaier und für das Casting Franziska Aigner.

## Rezeption

### Kritiken
Rainer Tittelbach vergab auf tittelbach.tv für die dritte und vierte Folge 4,5 von sechs Sternen. Der Fluss ist sein Grab sei ein klassischer Thriller. Der besondere Reiz liege darin, dass dieser libanesische Schneider eine Filmstunde lang ein Rätsel bleibe, bei dem der Zuschauer genauso wie die Protagonisten im Dunkeln tappe. Zusätzlich für erheblichen Nervenkitzel sorge der anfangs etwas angestrengt wirkende Mia-Subplot. Der Schein trüge gewaltig, und gerade das mache einen Teil des Reizes der vierten Episode der Reihe aus.
Julian Weinberger (Teleschau/Weser Kurier) meinte, dass die beiden Handlungsansätze dieser Folge Spielraum für jeweils einen eigenen Film böten. Die Entscheidung, die beiden Geschichten in 90 Minuten zu pressen, resultiere in einen bisweilen etwas hektischen und inhaltlich wenig ausgereiften Aufbau. Im Endeffekt gelinge mit dieser Folge ein „nur“ solider Krimi, der das bisherige Niveau der ARD-Krimireihe nicht ganz halten könne.

### Einschaltquote
Die Erstausstrahlung am 7. April 2022 im Rahmen des DonnerstagsKrimis im Ersten wurde in Deutschland von insgesamt 5,71 Millionen Zuschauern verfolgt, was einem Marktanteil von 19,4 % entsprach. In der als Hauptzielgruppe für Fernsehwerbung deklarierten Altersgruppe von 14–49 Jahren erreichte Der Fluss ist sein Grab 0,48 Millionen Zuschauer und damit einen Marktanteil von 6,6 Prozent in dieser Altersgruppe.